# The Price of Success
The Price of Success è un film del 1925 diretto da Tony Gaudio. È il secondo e ultimo film di Gaudio (famoso direttore della fotografia) come regista.

## Trama
Nata e cresciuta in un villaggio del Maine, Ellen Harden ha vissuto per cinque anni a New York, sposata felicemente a George, un uomo d'affari di successo. Il mondo le crolla addosso quando però scopre che il marito ha una relazione con Ardath Courtney, una signora che appartiene all'alta società, impegnata a difendere con le unghie e con i denti la sua posizione sociale. Ellen, decisa a riprendersi il marito, punta a farlo ingelosire. Si fa corteggiare dal ricco Wally Van Tine e fa capire al marito di aver saputo della sua infedeltà. Lui, pentito, si riconcilia con la moglie.

## Produzione
Il film fu prodotto dalla Waldorf Pictures Corporation.

## Distribuzione
Distribuito dalla Columbia Pictures, il film uscì nelle sale cinematografiche USA il 15 agosto 1925. Nel Regno Unito, distribuito dalla Film Booking Offices (FBO), fu ribattezzato con il titolo Imperiled Possessions, mentre in Francia, uscito attraverso la Georges Petit, quello di Pour garder son mari.